# Les Fondements de la musique dans la conscience humaine
Les Fondements de la musique dans la conscience humaine est un ouvrage écrit par le chef d’orchestre Ernest Ansermet (1883-1969) de 1943 à 1961.

## Naissance de l’œuvre
Les Fondements de la musique dans la conscience humaine, se donne pour objectif d'approcher la musique dans sa totalité par la physiologie, les mathématiques, la philosophie et l'histoire — entre autres. En cela, cette œuvre n'a guère d'équivalent dans l'histoire de la pensée musicale, tant par l'ampleur de son érudition que par sa portée universelle.
L'ouvrage est né de la découverte par Ansermet de la phénoménologie à travers les écrits de Husserl, qui fut pour lui une révélation. Non sans difficultés, il étudie longuement la pensée de l'auteur des Ideen jusqu'à se rendre maître des outils de la phénoménologie, pour faire naître une approche entièrement nouvelle de la musique. Ansermet définit ainsi lui-même Les Fondements de la musique comme étant une phénoménologie de la musique, ou mieux, une phénoménologie de la conscience auditive musicale ; c'est-à-dire la « mise au jour des phénomènes de conscience liés à l'apparition de la musique dans les sons ». Selon lui, l'approche phénoménologique de la conscience auditive, et elle seule, permet de comprendre réellement le phénomène musical et d'éviter des erreurs telles que l'atonalité, qu'il n'hésite pas à qualifier d'aberration, née de l'ignorance complète de cette phénoménologie.
Il s'agit pour Ansermet de refuser la tendance qui consiste à considérer un objet — ici, la musique — du dehors, et à chercher à le connaître de l'extérieur, uniquement par des principes intellectuels. Bien au contraire, la phénoménologie impose de considérer l'objet du dedans, non seulement par des principes mentaux mais aussi et surtout par ce qu'Ansermet appelle l'expérience vécue. Comme le dit J-C. Piguet, « la phénoménologie a été pour Ansermet une arme (humaniste) contre le scientisme (qui tend, et de plus en plus, à "déshumaniser" le réel) ». En définitive, on peut dire que toute l'œuvre d'Ansermet tend à répondre à cette question à la fois simple et fondamentale, existentielle pour lui : « Qu'est-ce que la musique » ?

## Les grandes lignes de la théorie d’Ansermet
Résumer de manière satisfaisante Les Fondements de la musique dans la conscience humaine est une tâche impossible, tant le propos d'Ansermet est dense et les thématiques qu'il développe nombreuses. Nous rappelons donc uniquement, dans les quelques lignes qui suivent, les idées principales exposées dans les deux grandes parties que compte le livre. 

### Première partie
Dans la première partie de son ouvrage, La Conscience auditive et la conscience musicale, Ansermet démontre que l'évidence de sens de la musique — autrement dit ce qui fait qu'elle s'adresse directement au sentiment de l'auditeur et non à sa pensée — passe par son obéissance à une certaine loi tonale. Partant du constat que la perception humaine des intervalles est logarithmique (c'est-à-dire que l'oreille ne perçoit, entre deux sons, ni la différence de leurs fréquences, ni le rapport de leurs fréquences, mais le logarithme de ce rapport), il consacre, au début de son livre, de nombreuses pages à exprimer le logarithme de la quarte et de la quinte en fonction du logarithme de l'octave, jugeant fondamentale l'appartenance des intervalles à un même système. Si l'exactitude de ces développements musico-logarithmiques a pu être contestée, la question de leur validité n'en affecte pas pour autant la définition première qu'Ansermet donne de la musique, selon laquelle la racine même de l'acte musical consiste à lier les intervalles en un système. Il en conclut ainsi que l'atonalité se méprend entièrement sur la perception de la musique par la conscience auditive, dans la mesure où elle traite chaque intervalle isolément, et non comme un élément d'une structure globale. Les œuvres rigoureusement atonales ne peuvent donc plus, selon lui, prétendre à être de la musique, mais uniquement des successions de sons ; car elles n'ont plus cette cohérence interne, cette « évidence de sens » qui différencie le musical du sonore.

### Deuxième partie
La deuxième partie, La Création historique de la musique dans l'empirisme, propose une nouvelle approche de l'histoire de la musique à la lumière de ce qui a été établi précédemment. Ansermet distingue ici les trois âges de la musique.
Le Premier Âge de la Musique va du moment où l'homme découvre les sons de hauteurs déterminées jusqu'au moment où des esprits réflexifs commencent à s'interroger sur le « pourquoi et le comment de la musique » ; ce qui ouvre Le Deuxième Âge de la Musique : les musiciens, désormais « professionnels », les sages et les philosophes cherchent alors, dit Ansermet, « à fixer le système des sons ainsi que celui des structures tonales, et d'autre part cherchent une explication à ce système de sons et de structures, explication qui ne peut procéder que d'une certaine vision de la relation de l'homme aux sons et en définitive de la relation de l'homme au monde extérieur. »
Le Troisième Âge de la Musique correspond à l'essor exceptionnel que va connaître la musique occidentale. Pour Ansermet, la chance de celle-ci a tenu à trois circonstances : tout d'abord, le fait qu'elle soit partie d'un système heptatonique de positions tonales lui a permis de découvrir les possibilités de structure procédant de son système de logarithmes. Ensuite, « la psalmodie chrétienne, répandue par l'Église dans toutes les nations en voie de formation en Occident » allait devenir un « trait d'union intérieur » de ces diverses nations, et « par la validité universelle de son langage, ouvrir la voie à une musique universelle. » Enfin, l'autonomie de la conscience psychique de soi, qui était une donnée nouvelle résultant de l'avènement, libérateur, du christianisme, touchait précisément l'organe de la création musicale.
Partant sur cette base extrêmement favorable, la musique européenne allait pouvoir se développer un millénaire durant, jusqu'à avoir acquis, à l'aube du XXe siècle, toutes les possibilités du langage musical : si l'enharmonie, la polytonalité, la polyrythmie, la variation cadentielle, dit Ansermet, n'avaient pas encore été systématiquement exploitées, elles étaient toutes bel et bien acquises. 
De tout l'ouvrage, la fin de la seconde partie des Fondements de la musique est certainement ce qui a valu à Ansermet la plus grande hostilité d'une partie du monde musical de l'époque. Ansermet n'avait rien d'un réactionnaire ; il était même, au contraire, un esprit d'une modernité exceptionnelle : c'est lui qui avait créé, et non sans lutter, une partie des chefs-d'œuvre de Bartók, Honegger et Stravinsky ; et peu des chefs qui lui étaient contemporains pouvaient se targuer d'avoir soutenu autant que lui la musique moderne. Le voir prendre position, lui, et sans la moindre ambiguïté, contre la musique atonale et tout ce qui en découlait n'était donc pas le moindre des embarras pour les tenants de la nouvelle Avant-Garde, qu'il attaque pourtant de front tout au long du livre et particulièrement quand, dans les dernières pages, son histoire musicale en arrive à la situation contemporaine. Pour lui, Arnold Schönberg et ses disciples, auxquels il refuse non seulement la légitimité musicale mais aussi la légitimité historique, ont « mis en question le fondement tonal des structures musicales sans se douter qu'ils mettaient en question par là le fondement du sens et de toutes les significations humaines de la musique. » Deux générations plus tard, regrette-t-il, « il n'y a plus de loi normative ; la loi tonale apparaît comme une convention passée ; il n'y a plus de loi du tout, tout est permis : Dieu est mort. » Pour Ansermet, Pierre Boulez ou Karlheinz Stockhausen sont « des enfants perdus », qui « inventent des nouvelles lois selon leur bon plaisir ». Aussi n'hésite-t-il pas à qualifier leur musique de « produit de  décomposition, de la décomposition des structures, de la dissolution des lois et de la néantisation du fondement de nos données de sens ». « Ils croyaient être à l'avant-garde de l'histoire, conclut Ansermet, ils croyaient avancer — et n'importe quel imbécile vous dira qu'ils "avancent". En réalité ils reculent, et en reculant ils sont tombés au-dessous de ce qu'était la musique à l'aube de l'histoire, à ce moment où les sons ne faisaient pas encore de la musique pour l'oreille humaine. »
Il serait néanmoins faux de voir dans le chapitre sur la musique contemporaine uniquement un pamphlet contre la Seconde école de Vienne. Une grande partie est également consacrée aux compositeurs du XXe siècle qu'Ansermet considère comme "authentiques", ceux qui ne commettent pas l'irréparable erreur d'appréhender la musique du dehors : Bartók, Roussel, Franck Martin, Martinů, Honegger ou encore Stravinsky (avant sa période sérielle). Mais aussi Alban Berg, qui, bien que disciple de Schönberg, est, selon Ansermet, sauvé par un certain sens tonal étranger aux affirmations dogmatiques de son mentor et de ses collègues.

### Compléments
Les deux parties, qui forment l'essentiel des Fondements de la musique, sont encore complétées par des notes très importantes qui constituent plus du quart de l'ouvrage : les Notes marginales (L'Idée de logarithme, La Conscience, L'Être et l'Énergie, Phénoménologie versus Science), la Note sur la Consonance (de la musique grecque antique jusqu'à Stravinsky) et la Note sur les structures de la réflexion (Anatomie de la conscience et Évolution historique de la conscience).